# Enrique II de Montmorency
Enrique II de Montmorency (castillo de Chantilly, 30 de abril de 1595 - Toulouse, 30 de octubre de 1632), hijo de Enrique I de Montmorency, ahijado del rey de Francia Enrique IV, fue almirante de Francia a los diecisiete años, virrey de Nueva Francia y gobernador del Languedoc.

## Biografía
Participó en las guerras contra los protestantes y abatió la flota de Soubise delante de La Rochelle, en 1625. Mariscal de Francia en 1630 junto a Gastón de Orleans intrigó contra el Cardenal Richelieu. Condenado a muerte por un crimen de lesa majestad, fue ejecutado en Toulouse el 30 de octubre de 1632. Sus bienes le fueron confiscados pasando a la Casa de Condé. Con él se extinguió la rama mayor de los Montmorency.
La muerte del duque de Montmorency, uno de los señores más poderosos de su tiempo, fue un signo de la afirmación del poder real sobre la nobleza y dio principio al fin del feudalismo. El Rey en persona se desplazó para castigar las revueltas a que ello dio lugar.
Virrey de Nueva Francia de 1620 a 1625, aunque nunca estuvo en el Nuevo Mundo, Enrique de Montmorency dio su nombre a las célebres cataratas de la región de Quebec descubiertas por Samuel de Champlain.

## Contexto
El Edicto de Nantes promulgado el 15 de abril de 1598 por Enrique IV permitió poner fin a más de treinta años de guerras religiosas que habían desgastado al Reino. Autorizó la libertad de culto en todas las ciudades en las que ya existía en 1571 concediéndoles, además, el poder llevarlo a cabo en otro de los lugares de seguridad, Montpellier, Aigues-Mortes. Los conflictos se terminaron.
El 14 de mayo de 1610, Ravaillac asesinó al rey Enrique IV. Los protestantes, considerándose amenazados, se reagruparon en torno al duque de Rohan y volvieron a iniciar la batalla. En 1622 Luis XIII para terminar con los combates en Languedoc firmó la Paz de Montpellier con la que se confirmaban las disposiciones del Edicto de Nantes. Más allá de los intereses de los protestantes, el duque de Rohan buscaba satisfacer su ambición puramente política. Richelieu se le enfrentó. Tras tomar La Rochelle al término de un asedio que afectó seriamente a las reformas, consiguió someter al Languedoc. Privas fue asaltado y saqueado, Alès se rindió. El Edicto de Gracia de Alès (27 de junio de 1629), acabó con todos los privilegios políticos de los protestantes así como con sus lugares de seguridad. El Rey tenía las manos libres para luchar contra los protestantes.

## Batalla de Castelnaudary
En 1630, Gastón de Orleans y hermano del rey Luis XIII, intentaron organizar un levantamiento general del reino. Enrique de Montmorency, influenciado por la reina María de Médici y, a pesar de las advertencias de Richelieu, les prestó su apoyo. Reunió a los Estados del Languedoc y, el 22 de julio de 1632, se produjo la secesión de toda la provincia del Languedoc del reino de Francia. Una parte de la nobleza siguió a Montmorency en la rebelión, pero la ciudad de Tolosa se mantuvo fiel al Rey. Carcasona y Narbona se negaron a acoger a un ejército de los rebeldes que vagaba por el Languedoc sin un objetivo preciso. Un ejército real, al mando del mariscal de Schomberg les hizo frente a Castelnaudary el 1 de septiembre de 1632. Schomberg disponía de 2.000 a 2.500 hombres, los insurrectos sólo contaban con unos 1.200 a 1.500 nobles poco preparados para el combate. El enfrentamiento duró poco más de media hora. Gravemente herido, Montmorency fue encarcelado. Juzgado por el Parlamento de Tolosa presidido por el tribunal de lo criminal, fue acusado de un crimen de lesa majestad y condenado a muerte. Fue decapitado, en el patio del ayuntamiento de la ciudad, el 30 de octubre de 1632.
| Predecesor: Enrique I | Duque de Montmorency 1614-1632 | Sucesor: extinción del título |

| Predecesor: Enrique II de Borbón-Condé | Teniente general de la Nueva Francia 1620-1625 | Sucesor: Henri de Lévis, duque de Ventadour |

- Datos: Q714362
- Multimedia: Henri II de Montmorency / Q714362